# Vranov (okres Benešov)
Obec Vranov se nachází v okrese Benešov, kraj Středočeský. Žije zde 427 obyvatel. Součástí obce jsou i vesnice Bezděkov, Bučina, Doubravice 2.díl, Klokočná, Mačovice, Naháč, Údolnice a Vranovská Lhota.
Ve vzdálenosti 10 km jihozápadně leží město Benešov, 17 km severozápadně město Říčany, 18 km jižně město Vlašim a 25 km severně město Český Brod.

## Historie
První písemná zmínka o obci pochází z roku 1352.

### Územněsprávní začlenění
Dějiny územněsprávního začleňování zahrnují období od roku 1850 do současnosti. V chronologickém přehledu je uvedena územně administrativní příslušnost obce v roce, kdy ke změně došlo:
- 1850 země česká, kraj České Budějovice, politický a soudní okres Benešov[4]
- 1855 země česká, kraj Tábor, soudní okres Benešov
- 1868 země česká, politický a soudní okres Benešov
- 1939 země česká, Oberlandrat Tábor, politický i soudní okres Benešov[5]
- 1942 země česká, Oberlandrat Praha, politický i soudní okres Benešov[6]
- 1945 země česká, správní i soudní okres Benešov[7]
- 1949 Pražský kraj, okres Benešov[8]
- 1960 Středočeský kraj, okres Benešov
- 2003 Středočeský kraj, okres Benešov, obec s rozšířenou působností Benešov

### Rok 1932
Ve vsi Vranov (přísl. Bezděkov, Bučina, Doubravice II, Mačovice, Naháč, Údolnice, 423 obyvatel, katol. kostel) byly v roce 1932 evidovány tyto živnosti a obchody: cihelna, 2 hostince, 2 koláři, 2 kováři, 2 krejčí, 3 obuvníci, sedlář, 2 obchody se smíšeným zbožím, Spořitelní a záložní spolek pro Vranov, 3 trafiky, 2 truhláři, velkoobchod s uhlím.

## Pamětihodnosti
- Kostel svatého Václava na návsi s románskou rotundou
- Fara na návsi

## Pověsti
Zaběhnuté svině jednou v lese Meduna vyhrabaly ze země zvon a žraly z něj oves. Uviděl to pasák ze Soběhrd a přivolal koňský povoz, aby zvon vytáhl. Stále se to nedařilo, ač se mezitím kolem sešel celý zástup lidí, kteří pomáhali, kněží se modlili za vytažení zvonu. Potom někoho napadlo zeptat se zvonu, kde by chtěl viset. Postupně jmenovali okolní obce a nechali koně táhnout příslušným směrem. Při vyslovení jména Vranov koně náhle vytrhli zvon ze země, a proto byl zavěšen právě do kostela sv. Václava ve Vranově.

## Doprava
Na severozápadě katastru prochází dálnice D1 s exitem Hvězdonice. Obcí prochází silnice II/109 v úseku Čerčany - Vranov - Chocerady. Silnice III. třídy na území obce jsou:
- III/1097 Vranov – Vranovská Lhota – Soběhrdy
- III/1098 Vranovská Lhota – II/109 – Bezděkov

Železniční trať ani stanice na území obce nejsou.
Do obce vedly v roce 2011 autobusové linky Benešov–Přestavlky–Čerčany (v pracovní dny 4 spoje), Benešov–Chocerady–Ostředek (v pracovní dny 4 spoje) a Choratice–Praha (v neděli 1 spoj) (dopravce ČSAD Benešov, a. s.).

## Turistika
Obcí vede cyklotrasa č. 19 Havlíčkův Brod – Chocerady – Vranov – Čerčany – Týnec nad Sázavou – Davle.